# Paracles lehmanni
Paracles lehmanni är en fjärilsart som beskrevs av Rothschild 1910. Paracles lehmanni ingår i släktet Paracles och familjen björnspinnare. Inga underarter finns listade i Catalogue of Life.